# Het Halssnoer van de Koningin
Het Halssnoer van de Koningin is een stripverhaal van de Belgische auteur Edgar P. Jacobs. Het is het 10e deel uit de Blake en Mortimer-stripreeks.
Het verhaal kwam eerst, tussen 1965 en 1966, uit als feuilletonstrip in het weekblad Kuifje. In 1967 verscheen het voor het eerst in albumvorm.

## Plot
Professor Mortimer wordt uitgenodigd om bij de presentatie te zijn van een zojuist gerestaureerd diamanten halssnoer. Tijdens de feestelijke presentatie valt plots de stroom uit. Wanneer de stroom weer aangaat blijkt het halssnoer te zijn verdwenen. De dief, Kolonel Olrik, lijkt zich te verplaatsen via het riool en de catacomben van Parijs. Het plot krijgt een wending wanneer blijkt dat Olrik zelf om de tuin is geleid met een kopie van het halssnoer, vervaardigd door de restaurateur van het halssnoer. Deze probeert het zelf op de zwarte markt te verkopen.

## Bijzonderheden
- Dit is het enige nog door E. P. Jacobs zelf gecreëerde Blake en Mortimer-verhaal waarin geen bovennatuurlijke of sciencefictionachtige verschijnselen voorkomen. Later zouden andere Ted Benoit en Jean van Hamme met De Zaak Francis Blake deze realistische trend enige tijd voortzetten. In de nog nieuwere Blake en Mortimer-verhalen speelt sciencefiction opnieuw een grote rol.
- Het halssnoer in het verhaal heeft echt bestaan. Het speelde een hoofdrol in de diamanten-halssnoeraffaire, een schandaal dat de reputatie van koningin Marie Antoinette in diskrediet bracht en een van de aanleidingen voor de Franse Revolutie was. In werkelijkheid is het halssnoer verloren gegaan omdat iedere diamant individueel verkocht is. In deze fictieve versie heeft Duranton iedere diamant opgekocht en het Halssnoer hersteld.
- Het is, na S.O.S. Meteoren en De Valstrik, het derde deel van een trilogie van albums die zich rondom Parijs afspelen en elkaar opvolgen. Olrik ontsnapt in dit deel uit de gevangenis nadat hij aan het einde van S.O.S Meteoren was opgepakt.
- Het album is geïnspireerd op de Franse gangsterfilms die in de jaren 60 populair waren. E.P Jacobs was een fan van de films van Jean-Pierre Melville en van Du rififi chez les hommes van Jules Dassin.
- De catacomben en gangenstelsels in Parijs bestaan echt en werden in de Tweede Wereldoorlog ook daadwerkelijk als vluchtroutes gebruikt.
- Het stripverhaal bevat een klein grapje waarin de vierde wand wordt doorbroken : een van de personages zit te lezen in het weekblad Kuifje.